# Oenanthe leucopyga

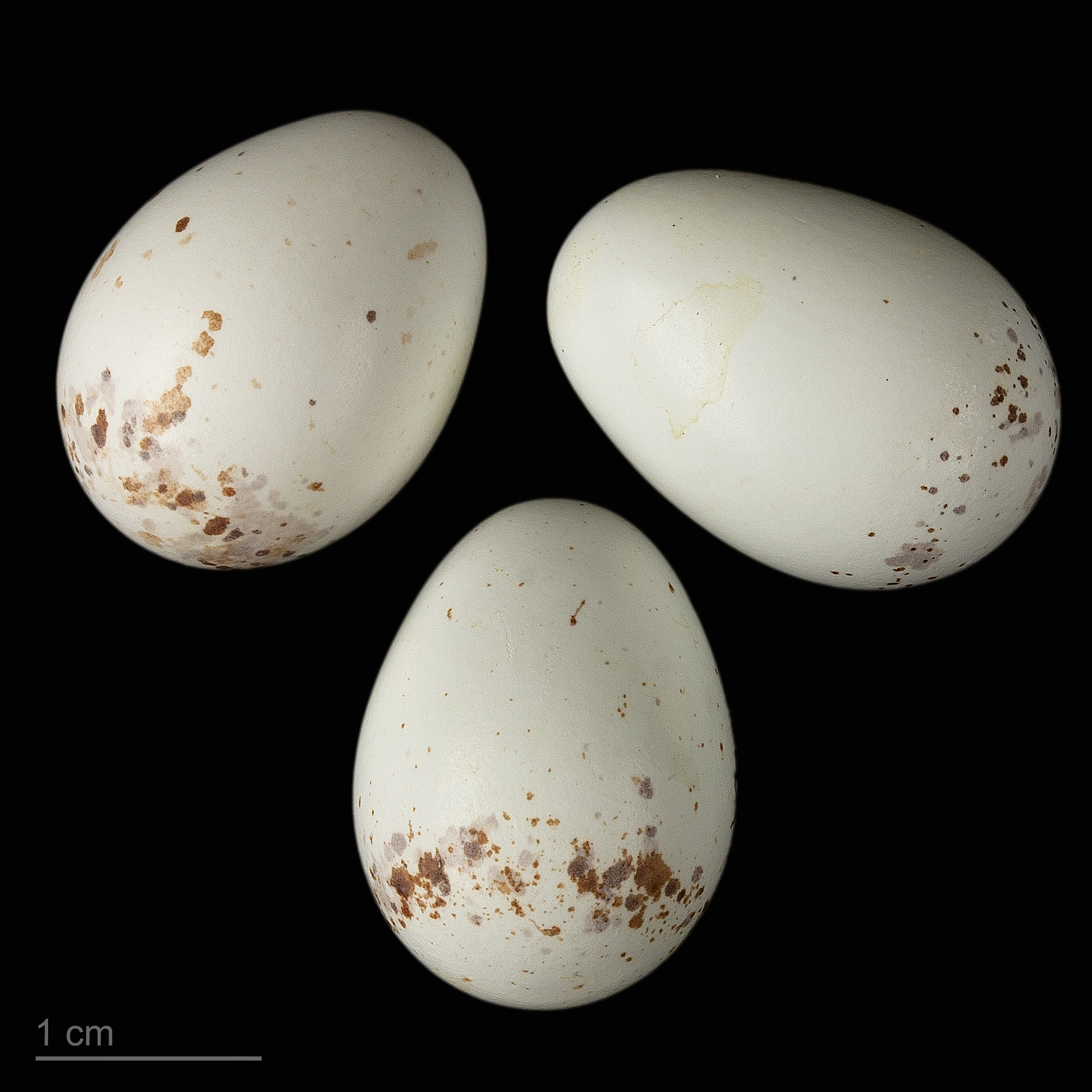
Oenanthe leucopyga leucopyga

Oenanthe leucopyga là một loài chim trong họ Muscicapidae.